# Теллурид натрия
Теллурид натрия — бинарное неорганическое соединение щелочного металла натрия и теллура с формулой Na2Te, белые расплывающиеся кристаллы, растворимые в холодной воде, разлагаются горячей, образует кристаллогидрат.

## Получение
- Реакция натрия и теллура в жидком аммиаке:

{\displaystyle {\mathsf {2Na+Te\ {\xrightarrow {-40^{o}C}}\ Na_{2}Te}}}
- Пропуская теллуроводород через концентрированный раствор гидроокиси натрия:

{\displaystyle {\mathsf {2NaOH+H_{2}Te\ {\xrightarrow {}}\ Na_{2}Te+2H_{2}O}}}

## Физические свойства
Теллурид натрия образует белые кристаллы кубической сингонии, пространственная группа F m3m, параметры ячейки a = 0,7316 нм, Z = 4.
Образует кристаллогидрат состава Na2Te•9H2O.

## Химические свойства
- Безводную соль получают сушкой кристаллогидрата в инертной атмосфере при комнатной температуре.

- Разлагается горячей водой, образуя смесь продуктов:

{\displaystyle {\mathsf {Na_{2}Te+3H_{2}O\ {\xrightarrow {100^{o}C}}\ Na_{2}Te_{n},Te,NaOH,H_{2}}}}
- Реагирует с кислотами:

{\displaystyle {\mathsf {Na_{2}Te+2HCl\ {\xrightarrow {}}\ 2NaCl+H_{2}Te\uparrow }}}
- Во влажном состоянии легко окисляется кислородом воздуха:

{\displaystyle {\mathsf {2Na_{2}Te+O_{2}+2H_{2}O\ {\xrightarrow {}}\ 4NaOH+2Te\downarrow }}}
- Растворяет теллур:

{\displaystyle {\mathsf {Na_{2}Te+(n-1)Te\ {\xrightarrow {100^{o}C}}\ Na_{2}Te_{n}}}}
- Вступает в обменные реакции:

{\displaystyle {\mathsf {Na_{2}Te+2AgNO_{3}\ {\xrightarrow {}}\ Ag_{2}Te\downarrow +2NaNO_{3}}}}